# David Grisman
David Grisman (* 23. března 1945, Hackensack, New Jersey, USA) je americký hudebník, hudební producent a skladatel. Svoji kariéru zahájil v roce 1963 ve skupině Even Dozen Jug Band. Později byl například členem skupiny Old and in the Way.